# La Vieille Dette
La Vieille Dette est une nouvelle de Stefan Zweig publiée à titre posthume en 1951.

## Historique
Cette nouvelle a paru pour la première fois en septembre et octobre 1951 dans Die Presse à Vienne sous le titre original de « Die spät bezahlte Schuld ». D'abord traduite par Hélène Denis-Jeanroy pour les éditions Belfond en 1994 sous le titre La Dette dans le recueil intitulé Wondrak, une nouvelle traduction réalisée par Isabelle Kalinowski et Nicole Taubes pour le compte des éditions Gallimard en 2014 sous le titre La Vieille Dette (traduction littérale du titre original) dans le recueil Découverte inopinée d'un vrai métier (titre d'une nouvelle déjà traduite sous le nom Révélation inattendue d'un métier).

## Résumé
Nouvelle épistolaire dans laquelle la narratrice, Margaret, relate à sa vieille amie Ellen un événement fortuit et inattendu qui les renvoient toutes deux à leur propre passé d'adolescentes.
Au cours d'un séjour dans un chalet montagnard du Tyrol, Margaret rencontre un vieil homme désargenté à qui l'aubergiste a la bonté d'offrir chaque soir une choppe de bière. Usé par les ans, l'homme ressasse son glorieux passé sans que personne l'écoute. Au contraire, il fait l'objet de railleries et de regards dédaigneux. Margaret finit par comprendre qu'il s'agit de l'acteur qu'elles admiraient durant leurs jeunes années. Elle se souvient d'un événement qu'elle avait occulté depuis de nombreuses années dont elle n'avait rien dit à son amie et qu'elle détaille dans sa lettre.

## Analyse
On retrouve dans cette nouvelle quelques-uns des thèmes les plus chers à Stefan Zweig : le rapport au passé sublimé par le temps, la déchéance, l'humanité dont chacun peut faire preuve par un acte presque insignifiant. L'auteur use ici de la forme épistolaire qui lui est familière et qui donne au récit un ton dramatique puisque le lecteur sait depuis le début que tout est déjà joué, la lettre évoquant forcément des faits passés.
Le secret que Margaret dévoile à son amie paraît presque anodin et le génie de Zweig consiste à nous décevoir en découvrant cet événement sans grande importance alors qu'il ménage en fait son effet, le temps que se lève une lourde vague d'émotion qui nous submergera dans les dernières pages uniquement. Comme toujours, c'est la fin du récit qui donne toute l'importance à cette nouvelle.

## Éditions en français
Éditions imprimées
- Wondrak. Belfond, 1994. Traduction d'Hélène Denis-Jeanroy.
- Découverte inopinée d'un vrai métier. Gallimard, 2014. Traduction de Isabelle Kalinowski et Nicole Taubes.